# Ruben III. (Armenien)
Ruben III. von Armenien (* 1145; † 1187 in Drazark) war der von 1174 bis 1187 herrschende Fürst von Kleinarmenien. Er war Sohn von Stephan I. und Retha de Barbaron. Die Barone setzten ihn nach der Ermordung seines Onkels Mleh zum Herrscher ein.
Nach der Niederlage der Byzantiner in der Schlacht von Myriokephalon im September 1176, verbündete sich Ruben mit den siegreichen Rum-Seldschuken.
1177 unterstützte er Fürst Bohemund III. von Antiochia bei dessen erfolgloser Belagerung von Harenc.
Im Frühjahr 1181 unternahm er eine Pilgerreise nach Jerusalem. Dort heiratete er Isabella von Toron, die Tochter von Humfried III. von Toron und Stephanie von Transjordanien, was seine Beziehungen zu den Kreuzfahrerstaaten vertiefte. Mit Isabella hatte er zwei Töchter:
- Alice von Armenien (* 1182; † nach 1234),

⚭ I) 1189 Hetum von Sassun († 1193), Herr von Misis
⚭ II) 1194 Raimund IV. Graf von Tripolis, Regent von Antiochia
⚭ III) 1220 Vahram von Korykos († 1222)
- Philippa (* 1183),

⚭ I) 1189 Schahanschah (Schahe'nschah) von Sassun († 1193), Herr von Silifke
⚭ II) 1214 Theodor I. Komnenos Laskaris, dem Kaiser von Nicäa.
Er bekämpfte seine armenischen Rivalen, die Hethumiden, die sich mit den Byzantinern verbündet hatten. Um 1182 wurde Ruben von Bohemund III. von Antiochia gefangen genommen. Als Lösegeld sollte er 30.000 Solidi zahlen und einige kilikische Küstenstädte übergeben. An Stelle des immer knappen Geldes bot Ruben an, den byzantinischen Statthalter Isaak Komnenos und dessen Familie zu übergeben, die er selbst zuvor gefangen genommen hatte. Bohemund willigte ein.
1187 dankte Ruben zugunsten seines Bruders Leon II. ab und starb wenig später als Mönch im Kloster Drazark.